# Columbellopsis
Columbellopsis là một chi ốc biển, là động vật thân mềm chân bụng sống ở biển trong họ Columbellidae.

## Các loài
Các loài trong chi Columbellopsis gồm có:
- Columbellopsis nycteis (Duclos, 1846)[2]